# 24K Magic (canción)
24K Magic es una canción grabada por el cantautor estadounidense Bruno Mars tomada de su tercer álbum de estudio del mismo nombre. Sirve como primer sencillo del disco, y fue lanzado el 7 de octubre de 2016 para descarga digital por Atlantic Records. Se proporcionó como una pista de concesión instantánea para aquellos que pre-ordenaron 24K Magic. "24K Magic" fue escrito por Bruno Mars, Christopher "Brody" Brown y Philip Lawrence, mientras que la producción fue manejada por los últimos tres, junto con Shampoo Press & Curl (anteriormente The Smeezingtons) y la producción adicional por The Stereotypes.
"24K Magic" es una canción del género funk "synth-heavy", disco y contemporary R&B.

## Lanzamiento
24K Magic" se estrenó el 7 de octubre de 2016 a la medianoche en la estación de radio Mix 104.1. El sencillo fue lanzado el 7 de octubre de 2016 para descarga digital a través de Atlantic Records.  La discográfica también envió la pista el 11 de octubre de 2016 para que fuera agregada a las listas estadounidenses de contemporary hit radio.  La canción también se puso a disposición a través de streaming.

## Composición y letra
"24K Magic" es una canción de retro funk, disco y R&B, con influencias de hip-hop. Inicia con un vocoder y voz, que ha sido comparado con "California Love" de 2Pac.  Ha sido descrita como una "pista de synth-heavy". La grabación se completó con Auto-Tune.  La pista está fuertemente influenciada por los sonidos y estilos presentes en los años 90 y 80 al más puro estilo del fallecido Rey del Pop Funk Michael Jackson. Lewis Corner de Digital Spy comentó que la canción es más como los "suaves inicios de la electrónica en los 80`s  y el hip-hop" que el "'groove" de Uptown Funk ". El tema está construido sobre el modo frigio de E.

## Video musical
El video musical fue lanzado el 7 de octubre de 2016.
Dicho video musical cuenta con más de mil millones de visitas en YouTube.

## Créditos y personal

### Grabación
Grabado en: Glenwood Place Studios en Burbank, California; Mezclado en los estudios de MixStar, Virginia Beach, Virginia.

### Personal
- Compositor- Bruno Mars, Phillip Lawrence, Christopher Brody Brown
- Producción - Shampoo Press & Curl
- Producción adicional -  The Stereotypes
- Grabación - Charles Moniz
- Mezcla de audio - Serban Ghenea
- Ingeniero de mezcla - John Hanes
- Ingeniero - Charles Moniz
- Asistente de ingeniero - Jacob Dennis
- Masterización - Tom Coyne

## Posicionamiento en listas

### Semanales
| Alemania        | Official German Charts  | 14 |
| Australia       | ARIA Top 100 Singles    | 5  |
| Austria         | Ö3 Austria Top 40       | 22 |
| Bélgica (Fl)    | Ultratip                | 3  |
| Bélgica (W)     | Ultratip                | 6  |
| Brasil          | Brasil Hot 100 Airplay  | 4  |
| Argentina       | LOS40                   | 1  |
| Canadá          | Canadian Hot 100        | 4  |
| Corea del Sur   | International Chart     | 2  |
| Dinamarca       | Tracklisten             | 18 |
| Escocia         | Scottish Singles Chart  | 5  |
| Eslovaquia      | Singles Digital Top 100 | 7  |
| Eslovenia       | SloTop50                | 21 |
| España          | PROMUSICAE              | 5  |
| Estados Unidos  | Billboard Hot 100       | 4  |
| Estados Unidos  | Adult Contemporary      | 19 |
| Estados Unidos  | Hot R&B/Hip-Hop Songs   | 3  |
| Estados Unidos  | Dance Club Songs        | 2  |
| Estados Unidos  | Pop Songs               | 5  |
| Estados Unidos  | Adult Pop Songs         | 3  |
| Estados Unidos  | Rhythmic Songs          | 1  |
| Estados Unidos  | Dance/Mix Show Airplay  | 2  |
| Finlandia       | Finland Digital Songs   | 3  |
| Francia         | SNEP                    | 1  |
| Hungría         | Single Top 40           | 13 |
| Irlanda         | IRMA                    | 10 |
| Israel          | Media Forest TV Airplay | 1  |
| Italia          | FIMI                    | 17 |
| Japón           | Japan Hot 100           | 19 |
| Líbano          | English Chart           | 3  |
| México          | México Airplay          | 1  |
| Noruega         | VG-lista                | 16 |
| Nueva Zelanda   | NZ Top 40 Singles Chart | 4  |
| Países Bajos    | Dutch Top 40            | 5  |
| Polonia         | Polish Airplay Top 100  | 40 |
| Reino Unido     | UK Singles Chart        | 5  |
| República Checa | Singles Digitál Top 100 | 13 |
| Suecia          | Sverigetopplistan       | 22 |
| Suiza           | Schweizer Hitparade     | 9  |

### Certificaciones
| País           | Organismo certificador | Certificación | Ventas certificadas | Ref.   |
| -------------- | ---------------------- | ------------- | ------------------- | ------ |
| Australia      | ARIA                   | Platino       | 70 000              | [ 51 ] |
| Bélgica        | BEA                    | Platino       | 20 000              | [ 52 ] |
| Corea del Sur  | Gaon                   |               | 167 359             | [ 53 ] |
| España         | PROMUSICAE             | Oro           | 20 000              | [ 54 ] |
| Estados Unidos | RIAA                   | Oro           | 907 000             | [ 55 ] |
| Francia        | SNEP                   | Diamante      | 250 000             | [ 56 ] |
| Italia         | FIMI                   | Platino       | 50 000              | [ 57 ] |
| Nueva Zelanda  | RMNZ                   | Platino       | 30 000              | [ 58 ] |
| Reino Unido    | BPI                    | Oro           | 400 000             | [ 59 ] |

## Historial de lanzamientos
| Región         | Fecha                 | Formato                 | Discográfica | Referencia |
| -------------- | --------------------- | ----------------------- | ------------ | ---------- |
| Todo el mundo  | 7 de octubre de 2016  | Descarga digital Stream | Atlantic     | [ 60 ]     |
| Italia         | 7 de octubre de 2016  | Contemporary hit radio  | Warner       | [ 61 ]     |
| Reino Unido    | 8 de octubre de 2016  | Contemporary hit radio  | Atlantic     | [ 62 ]     |
| Estados Unidos | 11 de octubre de 2016 | Contemporary hit radio  | Atlantic     | [ 63 ]     |